# ティモシー・ダルトン
ティモシー・ピーター・ダルトン（Timothy Peter Dalton, 1946年3月21日 - ）は、イギリスの俳優。

## 来歴

### キャリア
マンチェスターで広告業に就いていた、イギリス人の父親と、アイルランド・イタリア・イギリスの血を引くアメリカ人の母親の元に5人兄弟の長男としてウェールズのコルウィン・ベイで生まれ、ダービーシャーのミルフォードで育つ
子供の頃から演じることに興味があったが、16歳の時『マクベス』の舞台を観て本格的に俳優を志す。高校卒業後は王立演劇学校に入学し、そこで2年学んだ後、バーミンガムの劇団に入団するため学校を去る。それから間もなくテレビ出演を重ねるようになり、1968年『冬のライオン』で銀幕デビューを飾った。

### 4代目ジェームズ・ボンド
1987年、イギリスの大人気シリーズ映画『007』シリーズの4代目ジェームズ・ボンド役として、シリーズ第15作『007 リビング・デイライツ』と 第16作『007 消されたライセンス』に出演した。ダイアナ妃はワシントンD.C.の英国大使館で『007 リビング・デイライツ』を見た際に、”最もリアルでシリアスなジェームズ・ボンド”と評した。
ロジャー・ムーア（3代目）とは対照的に主な変更点は笑いやセックスは一切無く、友人想いで任務を放棄してまで大事な友人の敵討ちを行い、喫煙者（ヘビースモーカー）となっている。
『007 リビング・デイライツ』の際、プロモートで来日した。『消されたライセンス』でのダルトンのボンドはイアン・フレミングの原作に最も近いとも言われる。その後はテレビ映画への出演が多い。

### 私生活
1997年、ロシア人（ウクライナ出身）モデルで歌手のオクサナ・グリゴリエヴァとの間に息子アレクサンダーをもうけたが、後に離別。オクサナは2009年、28年間連れ添ったロビン元夫人と離婚したばかりだったメル・ギブソンの恋人となり、ギブソンの娘を出産した。
過去には、ブルック・シールズ、エリザベス・テイラー、ヴァネッサ・レッドグレイヴ 、ウーピー・ゴールドバーグらと浮名を流している。
趣味は釣り、読書、ジャズ、オペラ、骨董市、オークション、映画鑑賞であり、特に釣りに関しては太平洋周辺での釣りを好んでいる。
マンチェスター・シティFCのサポーターであり、マンチェスター・シティ・スタジアムでチームの観戦をすることがよくある

## エピソード
2代目ジェームズ・ボンドのオファーは『女王陛下の007』の時にも受けているが、この時ダルトンは「自分は若すぎる」と言って断っている。また、『007 ムーンレイカー』の後、ロジャー・ムーア（3代目）が引退の意思を示した際、次回作『007 ユア・アイズ・オンリー』のボンド役として、再び彼にオファーが来たが『ココ・シャネル』への出演が決まっており断念した。『007 美しき獲物たち』を最後にムーアは引退したが、ダルトンは舞台で多忙のためピアース・ブロスナン（5代目）にオファーが行くも、ブロスナンは『探偵レミントン・スティール』の契約があり受けられなかった。そこで、ダルトンに3度目のオファーがあり、『リビング・デイライツ』でついに4代目ジェームズ・ボンドを演じることとなった。『消されたライセンス』の次作はイオンプロとMGMの法廷闘争で5年の空白期間が空いた。製作再開時にダルトンはあと1本だけボンド役を望んだ。しかし、プロデューサーアルバート・R・ブロッコリに「あと4,5本は演じて欲しい」と要請されたため「一生がそれだけで終わってしまう」と、丁重に断ったのだという。
ダルトンはボンドを演じる際、最も原作に近いキャラクターを研究し、撮影現場ではイアン・フレミング作の『007』を読んでいる姿が見られたという。

## 主な出演作品

### 映画
| 公開年 | 邦題 原題                                                                     | 役名                       | 備考              | 吹き替え |
| ------ | ----------------------------------------------------------------------------- | -------------------------- | ----------------- | --- |
| 1968   | 冬のライオン The Lion in Winter                                               | フィリップ                 |                   | 不明（TBS版） 有川博（LD版） |
| 1970   | 嵐が丘 Wuthering Heights                                                      | ヒースクリフ               |                   | 松橋登（テレビ朝日版） |
| 1970   | クロムウェル Cromwell                                                         | ルパート王子               |                   | （吹き替え版なし） |
| 1970   | 特別な遊び〜揺れる女 Giuochi particolari                                      | マーク                     | 日本劇場未公開    | |
| 1971   | クイン・メリー/愛と悲しみの生涯 Mary, Queen of Scots                          | ヘンリー・ステュアート     |                   | |
| 1975   | 殺しの許可証 Permission to Kill                                               | チャールズ・ロード         |                   | |
| 1978   | 結婚狂奏曲セクステット Sextette                                               | サー・マイケル・バリントン | 日本劇場未公開    | |
| 1979   | アガサ 愛の失踪事件 Agatha                                                    | アーチボルド・クリスティ   |                   | 家弓家正 |
| 1980   | フラッシュ・ゴードン Flash Gordon                                             | バリン王子                 |                   | 仲木隆司（日本テレビ版） 小川真司（テレビ朝日版）                                                                                          |
| 1981   | ココ・シャネル Chanel Solitaire                                               | ボーイ・カペル             |                   | （吹き替え版なし） |
| 1985   | 贖われた7ポンドの死体 The Doctor and the Devils                               | トーマス・ロック           | 日本劇場未公開    | |
| 1987   | 007 リビング・デイライツ The Living Daylights                                 | ジェームズ・ボンド         |                   | 小川真司（TBS版、機内上映版1） 鈴置洋孝（テレビ朝日版） 大塚芳忠（ソフト版） 津嘉山正種（機内上映版2）                                     |
| 1987   | ハッピー・アニバーサリー007 HAPPY ANNIVERSARY 007: 25 YEARS OF JAMES BOND     | 本人                       | ドキュメンタリー  | 小川真司 |
| 1988   | この命尽きるまで Hawks                                                        | バンクロフト               | 日本劇場未公開    | |
| 1989   | 007 消されたライセンス Licence to Kill                                        | ジェームズ・ボンド         |                   | 田中秀幸（旧ソフト版） 小川真司（TBS版） 山寺宏一（テレビ朝日版） 大塚芳忠（新ソフト版） 谷口節（JAL機内上映版） 堀勝之祐（ANA機内上映版） |
| 1989   | ブレンダ・スター Brenda Starr                                                 | バジル・セントジョン       |                   | 小川真司（テレビ朝日版） |
| 1990   | マスカレード/仮面の愛 La putain du roi                                        | ヴィットリオ・アマディオ   |                   | |
| 1991   | ロケッティア The Rocketeer                                                    | ネヴィル・シンクレア       |                   | 小川真司（ソフト版、テレビ朝日版） |
| 1997   | 美容師と野獣 The Beautician and the Beast                                     | ボリス                     | 日本劇場未公開    | |
| 1997   | アンダーフィールド The Informant                                              | レニー                     | 日本劇場未公開    | |
| 1999   | ブルズ・アイ Made Men                                                         | デックス・ドライヤー保安官 | 日本劇場未公開    | 菅生隆之 |
| 2000   | エクソシスト トゥルー・ストーリー Possessed                                   | ウィリアム・ボーデン       | テレビ映画        | 磯部勉 |
| 2001   | アメリカン・アウトロー American Outlaws                                       | アラン・ピンカートン       |                   | 石塚運昇（ソフト版） 不明（Netflix版） |
| 2003   | ルーニー・テューンズ:バック・イン・アクション Looney Tunes: Back in Action    | ダミアン・ドレイク         |                   | 小川真司 |
| 2006   | ミス・マープル シタフォードの謎 Agatha Christie Marple: The Sittaford Mystery | クライヴ・トレヴェリアン   | テレビ映画        | 小川真司 |
| 2007   | ホット・ファズ -俺たちスーパーポリスメン!- Hot Fuzz                           | サイモン・スキナー         |                   | 土師孝也 |
| 2010   | トイ・ストーリー3 Toy Story 3                                                 | ミスター・プリックルパンツ | 声の出演          | 落合弘治 |
| 2010   | ツーリスト The Tourist                                                        | ジョーンズ主任警部         |                   | 仲野裕 |
| 2011   | ハワイアン・バケーション Hawaiian Vacation                                    | ミスター・プリックルパンツ | 声の出演 短編映画 | 落合弘治 |
| 2011   | ニセものバズがやって来た Small Fry                                            | ミスター・プリックルパンツ | 声の出演 短編映画 | 落合弘治 |
| 2012   | レックスはお風呂の王様 Partysaurus Rex                                        | ミスター・プリックルパンツ | 声の出演 短編映画 | 落合弘治 |
| 2012   | ティンカー・ベルと輝く羽の秘密 Secret of the Wings                            | ミロリ                     | 声の出演          | 堀内賢雄 |
| 2019   | トイ・ストーリー4 Toy Story 4                                                 | ミスター・プリックルパンツ | 声の出演          | 落合弘治 |

### テレビシリーズ
| 放映年    | 邦題 原題                                                                                    | 役名                                                  | 備考                                            | 吹き替え   |
| --------- | -------------------------------------------------------------------------------------------- | ----------------------------------------------------- | ----------------------------------------------- | ---------- |
| 1979      | 地上最強の美女たち!チャーリーズ・エンジェル Charlie's Angels                                 | Damien Roth                                           | 第4シーズン第6話「ジル危うし!怪盗対エンジェル」 |            |
| 1983      | ジェーン・エア Jane Eyre                                                                     | エドワード・フェアファックス・ロチェスター            | ミニシリーズ                                    | 横内正     |
| 1984      | ミストラルの娘 Mistral's Daughter                                                            | ペリー                                                | ミニシリーズ                                    |            |
| 1986      | 愛と復讐のヒロイン Sins                                                                      | エドモンド                                            | ミニシリーズ                                    | 津嘉山正種 |
| 1993      | NHKドキュメント 野生発見の旅 オオカミとティモシー・ダルトン In the Wild: In Search of Wolves | 本人（ナレーター）                                    |                                                 | 津嘉山正種 |
| 1994      | スカーレット Scarlett                                                                        | レット・バトラー                                      | ミニシリーズ                                    | 瑳川哲朗   |
| 1999      | レジェンド・オブ・エジプト Cleopatra                                                         | ユリウス・カエサル                                    | ミニシリーズ                                    |            |
| 2009-2010 | ドクター・フー Doctor Who                                                                    | ラシロン                                              | 「時の終わり」Part1およびPart2                  |            |
| 2010-2011 | CHUCK/チャック Chuck                                                                         | アレクセイ・ヴォルコフ / ハートリー・ウィンターボトム | 計6話出演                                       | 土師孝也   |
| 2014-2016 | ナイトメア〜血塗られた秘密〜 Penny Dreadful                                                  | マルコム卿                                            | 計27話出演                                      | 石塚運昇   |
| 2019-2021 | ドゥーム・パトロール Doom Patrol                                                             | ナイルス・コールダー / チーフ                         | 計26話出演                                      | 佐々木勝彦 |
| 2019-2020 | ラプンツェル ザ・シリーズ Tangled: The Series                                                | デマニタス卿                                          | 計2話声の出演                                   |            |
| 2022      | ザ・クラウン The Crown                                                                       | ピーター・タウンゼント                                | 第5シーズン第4話「恐ろしい年」                  | 佐々木勝彦 |
| 2022-     | 1923                                                                                         | ドナルド・ウィットフィールド                          | メインキャスト                                  | 大塚芳忠   |

## 日本語吹き替え
『007/リビング・デイライツ』（機内上映版、およびTBS版）にて「英国の俳優は、独特の表現を伴っていて、明晰なイメージがあるタイプが多い。そういった意味で、滑舌のいい、しっかりとした人を」との理由で小川真司が抜擢されたことで、以降、小川が亡くなるまで多くの作品で担当し、ほぼ専属（フィックス）となっていた。
このほかにも、津嘉山正種、大塚芳忠、土師孝也、佐々木勝彦なども複数回、声を当てている。

## 参照
1. 1 2 3 4  “Timothy Dalton” (英語). BBC. (2003年1月) 2009年8月2日閲覧。{{cite news}}:  CS1メンテナンス: 先頭の0を省略したymd形式の日付 (カテゴリ)
2. ↑  “Pierce Brosnan's Long and Winding Road To Bond”. 2020年5月12日閲覧。
3. 1 2 3 4 5  “James Bond's Russian bride” (英語). プラウダ. (2002年12月8日) 2009年8月3日閲覧。{{cite news}}:  CS1メンテナンス: 先頭の0を省略したymd形式の日付 (カテゴリ)
4. ↑  “Timothy Dalton” (英語).  NNDB. 2009年8月2日閲覧。
5. 1 2  Johnson, Chris (2009年5月20日). “Mel Gibson's girlfriend Oksana Grigorieva 'is pregnant with actor's eighth child'” (英語). Mail Online 2009年8月2日閲覧。{{cite news}}:  CS1メンテナンス: 先頭の0を省略したymd形式の日付 (カテゴリ)
6. ↑  “メル・ギブソンの新恋人は「男渡りしている」と元カレが暴露!”. シネマトゥデイ. (2009年5月7日) 2009年8月2日閲覧。{{cite news}}:  CS1メンテナンス: 先頭の0を省略したymd形式の日付 (カテゴリ)
7. ↑  “メル・ギブソン、恋人の妊娠認める!離婚の真相について語る”. シネマ・トゥデイ. (2009年5月27日) 2009年8月2日閲覧。{{cite news}}:  CS1メンテナンス: 先頭の0を省略したymd形式の日付 (カテゴリ)
8. ↑  “メル・ギブソンと恋人オクサナの子は女の子”. シネマトゥデイ. (2009年7月2日) 2009年8月2日閲覧。{{cite news}}:  CS1メンテナンス: 先頭の0を省略したymd形式の日付 (カテゴリ)
9. ↑  Nicholl, Katie (2009年6月27日). “Mel Gibson's new girl: Actor's eighth child will be a daughter” (英語). Mail Online 2009年8月2日閲覧。{{cite news}}:  CS1メンテナンス: 先頭の0を省略したymd形式の日付 (カテゴリ)
10. ↑  ジェームズ・ボンド役続投をなぜ、T.ダルトンは断ったのか？
11. ↑  ボンド俳優5人の降板の理由は意外なものだった！
12. ↑  伊達康将（インタビュアー：とり・みき）「第五回００７シリーズTV放送吹替ディレクターに聞く〜伊達康将 〜」『声優・吹替制作スタッフ・インタビュー, 007 TV吹替初収録 特別版DVDシリーズ』。2023年8月30日閲覧。
13. ↑  “第一回007 TV吹替声優紹介　〜ボンド編〜”.   007 TV吹替初収録 特別版DVDシリーズ. 2023年11月2日閲覧。